# Louis Anspach
Pour les articles homonymes, voir Anspach.
Pour les autres membres de la famille, voir Famille Anspach.
Louis Anspach, (né Jean-Louis), né à Genève en 1795 et mort célibataire dans la même ville le 28 décembre 1873, est un peintre miniaturiste et graveur suisse.

## Biographie
Il est le fils de Pierre Marc Anspach et Louise Lagier et petit fils d'Isaac Salomon Anspach Senior et Françoise Leynardier.
L'on y perçoit une forte influence d'Isabey, dont il a copié quelques œuvres.
On connaît également de lui des aquarelles se rapportant au règne végétal.
Son frère Jean Antoine Anspach, né le 13 juillet 1790 à Genève, et mort en sa ville natale le 24 novembre 1872, était horloger.

## Œuvres
Œuvres de collections publiques :
- Genève, Musée, portrait de Lavater.
- Genève, Musée, portrait de Dubois, médecin de Napoléon, d'après Isabey